# Helmut Heinrich (Mathematiker)
Helmut Fritz Heinrich (* 5. September 1904 in Gottesberg, Landkreis Schweidnitz, Provinz Schlesien; † 14. Januar 1997 in Kiel) war ein deutscher Mathematiker, der von 1954 bis 1970 als Professor und von 1956 bis 1970 als Direktor des Instituts für Angewandte Mathematik an der Technischen Hochschule/Universität Dresden fungierte. Er beschäftigte sich insbesondere mit Problemen der numerischen Mathematik und der linearen Algebra und gehörte ab 1964 der Deutschen Akademie der Naturforscher Leopoldina an.

## Leben
Helmut Heinrich wurde 1904 in Gottesberg in Niederschlesien geboren und studierte nach der Reifeprüfung 1923 am Gymnasium in Schweidnitz von 1923 bis 1928 Mathematik an der Technischen Hochschule Breslau. Nach dem Ende seines Studiums unterrichtete er Mathematik und Physik an der Oberrealschule in Glogau, in den Jahren 1929 und 1931 bestand er die erste beziehungsweise zweite Staatsprüfung für das Lehramt an höheren Schulen. In den Schulferien war er an der Breslauer Hochschule als Hilfsassistent wissenschaftlich tätig, so dass er 1933 unter Werner Schmeidler und Fritz Noether mit einem Thema aus der Tragflügeltheorie zum Doktoringenieur promovierte.
Von 1933 bis 1936 fungierte er in China als Professor für Mathematik und darstellende Geometrie an der Staatlichen Tung-Chi-Universität in Woosung bei Shanghai. Er ging anschließend erneut an die Technische Hochschule Breslau, an der er 1937 bei Werner Schmeidler und Hans Happel mit einer Arbeit zur Nutzung nomographischer Methoden zur Lösung gewöhnlicher Differentialgleichungen habilitiert wurde und ab 1938 als Dozent für reine und angewandte Mathematik wirkte. Nachdem Breslau zum Ende des Zweiten Weltkrieges zur Festung erklärt worden war, war er zunächst als Dozent an der Technischen Hochschule Dresden bei Friedrich Adolf Willers und anschließend als wissenschaftlicher Mitarbeiter des Junkers-Flugmotorenwerkes in Dessau tätig.
Nach dem Ende des Krieges arbeitete er im Rahmen von Reparationsleistungen von Oktober 1946 bis Juni 1954 im Bereich des Flugzeugbaus in Kuibyschew in der Sowjetunion. Nach seiner Rückkehr in die Deutsche Demokratische Republik (DDR) wurde er an der Technischen Hochschule Dresden Professor mit vollem Lehrauftrag für Sondergebiete der angewandten Mathematik. Zwei Jahre später übernahm er von Friedrich Adolf Willers die Leitung des Instituts für Angewandte Mathematik, 1958 folgte die Ernennung zum ordentlichen Professor. Von 1963 bis 1965 fungierte er an der Dresdner Hochschule als Dekan der Fakultät für Mathematik und Naturwissenschaften sowie 1968/1969 als Direktor der Sektion Mathematik. Im Jahr 1970 wurde er emeritiert und verstarb 1997 in Kiel, wo er ab 1987 gelebt hatte. Er wurde auf dem Friedhof in Moritzburg beigesetzt.
Helmut Heinrich war verheiratet und Vater von einer Tochter und drei Söhnen, von denen Reinhart Heinrich als Professor für theoretische Biophysik an der Humboldt-Universität zu Berlin wirkte und sich insbesondere Verdienste um die Entwicklung der Systembiologie erwarb.

## Wissenschaftliches Wirken
Helmut Heinrich beschäftigte sich während seiner Zeit an der Technischen Hochschule Dresden vor allem mit Fragestellungen der numerischen Mathematik und der linearen Algebra, so unter anderem mit der numerischen Behandlung von nichtlinearen Gleichungssystemen, mit der Eigenwerteingrenzung, mit dem Konditionsmaß bei Matrizen sowie mit Optimierungsproblemen. Von 1959 bis 1974 fungierte er als Chefredakteur der Zeitschrift für Angewandte Mathematik und Mechanik sowie von 1959 bis 1968 als stellvertretender Vorsitzender der Gesellschaft für Angewandte Mathematik und Mechanik (GAMM).

## Auszeichnungen
Helmut Heinrich war ab 1964 Mitglied der Deutschen Akademie der Naturforscher Leopoldina und erhielt 1972 die Ehrendoktorwürde der Technischen Hochschule Wien. Im Jahr 1961 wurde er in Anerkennung seiner wissenschaftlichen Verdienste mit dem Vaterländischen Verdienstorden der DDR ausgezeichnet. Die GAMM verlieh ihm 1974 die Mitgliedschaft auf Lebenszeit und ernannte ihn darüber hinaus 1993 zum Ehrenmitglied.
Anlässlich des 100. Jahrestages seiner Geburt veranstaltete die Fachrichtung Mathematik der Technischen Universität Dresden ein Gedenkkolloquium.

## Werke (Auswahl)
- Einführung in die praktische Analysis. Leipzig 1963 (Lizenzausgabe Aachen 1963)
- Auf Gauss’ Spuren in der numerischen Mathematik. Dresden 1977